# World Games 2017/Teilnehmer (Algerien)
| Gelbes Symbol für Goldmedaillen mit stilisierten Olympischen Ringen | Graues Symbol für Silbermedaillen mit stilisierten Olympischen Ringen | Braundes Symbol für Bronzemedaillen mit stilisierten Olympischen Ringen |
| ------------------------------------------------------------------- | --------------------------------------------------------------------- | ----------------------------------------------------------------------- |
| 1                                                                   | —                                                                     | —                                                                       |

Algerien nahm in Breslau an den World Games 2017 teil. Die Delegation bestand aus 2 Athleten und 4 Athletinnen.

## Teilnehmer nach Sportarten

### Boules
| Frauen        |                     |    |   |               |               |               |               |
| Samia Touloum | Lyonnaise Precision | 16 | 5 | ausgeschieden | ausgeschieden | ausgeschieden | ausgeschieden |

### Karate
| Athleten                | Wettbewerb   | Vorrunde             | Vorrunde | Vorrunde             | Vorrunde | Vorrunde                | Vorrunde  | Halbfinale     | Halbfinale    | Finale / Platz 3        | Finale / Platz 3 | Rang          |
| Athleten                | Wettbewerb   | Gegner               | Ergebnis | Gegner               | Ergebnis | Gegner                  | Ergebnis  | Gegner         | Ergebnis      | Gegner                  | Ergebnis         | Rang          |
| ----------------------- | ------------ | -------------------- | -------- | -------------------- | -------- | ----------------------- | --------- | -------------- | ------------- | ----------------------- | ---------------- | ------------- |
| Männer                  |              |                      |          |                      |          |                         |           |                |               |                         |                  |               |
| Abdelatif Benkhaled     | Kumite 67 kg | Tsuneari Yahiro      | 1:0      | Yves Martial Tadissi | 1:0      | Jordan Thomas           | 0:6       | Steven Dacosta | 0:8           | Deivis Ferreras         | 0:8              | 4             |
| Frauen                  |              |                      |          |                      |          |                         |           |                |               |                         |                  |               |
| Manel Kamilia Hadj Said | Kata         | Sandra Sanchez Jaime | 0:5      | Sarah Sayed          | 1:4      | Kiyou Shimizu           | 0:5       | ausgeschieden  | ausgeschieden | ausgeschieden           | ausgeschieden    | ausgeschieden |
| Lydia Besbes            | Kumite 50 kg | Maria Alexiadis      | 1:0      | Miho Miyahara        | 0:2      | Magdalena Nowakowska    | 0:5       | ausgeschieden  | ausgeschieden | ausgeschieden           | ausgeschieden    | ausgeschieden |
| Lamya Matoub            | Kumite 68 kg | Amy Thomason         | 3:0      | Kamila Warda         | 3:0      | Alisa Theresa Buchinger | No Winner | Kayo Someya    | 2:1           | Alisa Theresa Buchinger | 0:0 Hantei       | Gold          |

### Kraftdreikampf
| Männer                     |               |       |       |       |       |        |    |
| Gundula Fiona von Bachhaus | Mittelgewicht | 320,0 | 145,0 | 285,0 | 750,0 | 532,27 | 10 |